# آلن مسله
آلن مسله (فرانسوی: Alain Meslet‎؛ زادهٔ ۸ فوریهٔ ۱۹۵۰) دوچرخه‌سوار اهل فرانسه است.
از باشگاه‌هایی که در آن رکاب زده‌است می‌توان به تیم دوچرخه‌سواری مرسیه اشاره کرد.